# Rhene callida
Rhene callida là một loài nhện trong họ Salticidae.
Loài này thuộc chi Rhene. Rhene callida được Elizabeth Maria Gifford Peckham & George William Peckham miêu tả năm 1895.